# Districtul Sangkhla Buri
Sangkhla Buri (în thailandeză สังขละบุรี) este un district (Amphoe) din provincia Kanchanaburi, Thailanda, cu o populație de 40.162 de locuitori și o suprafață de 3.349,4 km².

## Componență
Districtul este subdivizat în 3 subdistricte (tambon), care sunt subdivizate în 20 de sate (muban).
| Nr. | Nume      | În thailandeză | Sate | Locuitori |  |
| --- | --------- | -------------- | ---- | --------- |  |
| 1.  | Nong Lu   | หนองลู          | 10   | 30,534    |  |
| 2.  | Prangphle | ปรังเผล         | 4    | 5,191     |  |
| 3.  | Laiwo     | ไล่โว่           | 6    | 4,437     |  |